# Domenico Marrara
Domenico Marrara (Reggio Calabria, 8 gennaio 1929 – San Gregorio di Catania, 10 novembre 1979) è stato un carabiniere italiano, insignito di medaglia d'oro al valor civile alla memoria. 
Domenico Marrara, un appuntato dei Carabinieri, fu vittima di un agguato mafioso il 10 novembre 1979 a San Gregorio di Catania. Marrara, insieme ai colleghi Giovanni Bellissima e Salvatore Bologna, stava scortando un pericoloso detenuto, Angelo Pavone, soprannominato “faccia d’angelo”, dal carcere di Piazza Lanza di Catania verso Bologna, dove Pavone doveva essere interrogato per il sequestro dell’industriale Lino Fava. 
L’agguato avvenne al casello autostradale di San Gregorio, dove i killer mafiosi attaccarono la Mercedes che trasportava i carabinieri e il detenuto. L’attacco, mirato a liberare Pavone, si concluse con la morte dei tre carabinieri, incluso Marrara, che a quel tempo aveva 50 anni. Questo tragico evento rientra nel contesto della violenza mafiosa che caratterizzava la Sicilia in quegli anni. 
Nonostante il sacrificio di Marrara e dei suoi colleghi, la loro memoria è stata onorata nel tempo. Ad esempio, Giovanni Bellissima, uno dei carabinieri uccisi insieme a Marrara, è stato insignito postumo della Medaglia d’Oro al Valor Civile. Questo riconoscimento è stato esteso anche a Salvatore Bologna e, simbolicamente, onora anche Marrara per il suo coraggio e il suo sacrificio durante il servizio..